# Copa América féminine de futsal
La Copa América féminine de futsal est la plus importante compétition féminine sud-américaine de futsal entre nations. Créé en 2005, elle est organisée par la Confédération sud-américaine de football (CONMEBOL). À ses débuts, cette compétition s’appelle « Sudamericano Feminino de Futsal » ; le tournoi est rebaptisé « Copa América » en 2015. 
Seules deux nations remporte la compétition. Le Brésil domine largement avec sept sacres en huit éditions. La Colombie remporte la seule autre édition et perd trois fois en finale. 
Les dix associations affiliées à la CONMEBOL y participent.

## Palmarès

### Par édition
| # | Année | Lieu         | Vainqueur | Second    | Troisième |
| - | ----- | ------------ | --------- | --------- | --------- |
| 1 | 2005  | Barueri      | Brésil    | Équateur  | Argentine |
| 2 | 2007  | Guayaquil    | Brésil    | Colombie  | Venezuela |
| 3 | 2009  | Campinas     | Brésil    | Colombie  | Venezuela |
| 4 | 2011  | Maracay      | Brésil    | Argentine | Paraguay  |
| 5 | 2015  | Canelones    | Colombie  | Uruguay   | Chili     |
| 6 | 2017  | Las Piedras  | Brésil    | Colombie  | Argentine |
| 7 | 2019  | Luque        | Brésil    | Argentine | Colombie  |
| 8 | 2023  | Buenos Aires | Brésil    | Argentine | Colombie  |

### Par pays
| Nation    | Victoires | Finales | 3e places |
| --------- | --------- | ------- | --------- |
| Brésil    | · 7       | -       | -         |
| Colombie  | · 1       | · 3     | · 2       |
| Argentine | -         | · 3     | · 2       |
| Équateur  | -         | · 1     | -         |
| Uruguay   | -         | · 1     | -         |
| Venezuela | -         | -       | · 2       |
| Chili     | -         | -       | · 1       |
| Paraguay  | -         | -       | · 1       |